# Президія Боснії і Герцеговини
Президентство або Президія Боснії і Герцеговини (босн. і хорв. Predsjedništvo Bosne i Hercegovine, серб. Предсједништво Босне и Херцеговине) — колективний вищий орган виконавчої влади, аналогічний до посту глави держави.

## Склад

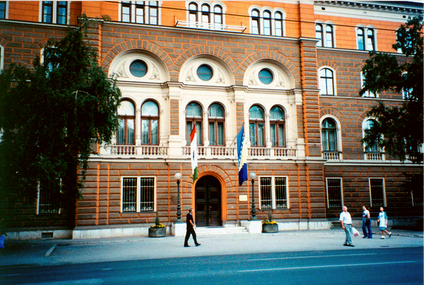
Будівля Президії в центрі міста Сараєво

Відповідно до V статті Конституції, Президія складається з трьох членів, які обираються одночасно на чотири роки:
- Один бошняк і один хорват обирається від ФБіГ
- Один серб обирається від Республіки Сербської.

## Президент Боснії і Герцеговини
Президент (Голова Президії) — член Президії, який набрав на виборах найбільшу кількість голосів. Однак, кожні 8 місяців пост переходить до наступного члена Президентства, що забезпечує рівність національностей.

## Повноваження
До повноважень Президії належать:
- Реалізація зовнішньої політики Боснії і Герцеговини
- Призначення послів та інших міжнародних представників (не більше двох третин яких представляють ФБіГ)
- Виконання представницьких функцій
- Внесення до Парламенту Боснії і Герцеговини річного бюджету (за рекомендацією уряду Боснії і Герцеговини)

## Члени Президії

### 1996
- Алія Ізетбегович (бошняки)
- Момчило Країшник (серби)
- Крешимір Зубак (хорвати)

### 1998
- Алія Ізетбегович (бошняки) (1998—2000)
- Халід Геньяч (бошняки) (2000—2001)
- Беріз Белкич (бошняки) (2001—2002)
- Живко Радішич (серби)
- Анте Єлавич (хорвати) (1998—2001)
- Йозо Крижанович (хорвати) (2001—2002)

### 2002
Вибори відбулись 5 жовтня 2002 року.
- Драган Чович (хорвати)
- Мірко Шарович (серби)
- Сулейман Тихич (бошняки)

Мірко Шаровича було усунуто 2003 року в результаті скандалу щодо продажу зброї в Ірак. Парламент замінив його на Борислава Параваца.
Драган Чович був усунутий Верховним представником Педді Ешдауном за звинуваченням в корупції. Парламент замінив його на Іво Міро Йовича.

### 2006
Вибори відбулись 1 жовтня 2006 року.
- Желько Комшич (хорвати)
- Небойша Радманович (серби)
- Харіс Сілайджич (бошняки)

### 2010
Вибори відбулись 3 жовтня 2010 року.
- Желько Комшич (хорвати)
- Небойша Радманович (серби)
- Бакір Ізетбегович (бошняки)

### 2014
Вибори відбулись 12 жовтня 2014 року
- Драган Чович (хорвати)
- Младен Іванич (серби)
- Бакір Ізетбегович (бошняки)

### 2018
Вибори відбулись 7 жовтня 2018 року
- Желько Комшич (хорвати)
- Мілорад Додік (серби)
- Шефік Джаферович (босняки)

### 2022
Вибори відбулись 2 жовтня 2022 року
- Желько Комшич (хорвати)
- Желька Цвиянович (серби)
- Денис Бечирович (босняки)